# Doris Langenbruch
Doris Langenbruch (* 24. Dezember 1947 in Herford; † 25. Januar 2022) war eine deutsche Politikerin und Landtagsabgeordnete (SPD).

## Leben und Beruf
Nach dem Besuch der Volksschule und des Gymnasiums mit dem Abschluss Abitur studierte sie Erziehungswissenschaften in Bonn. Sie legte die erste und zweite Staatsprüfung für das Lehramt an Grund- und Hauptschulen ab und studierte von 1974 bis 1977 Sonderpädagogik in Dortmund. Sie war im Schuldienst beschäftigt, zuletzt als Sonderschullehrerin. 
Mitglied der SPD war Langenbruch seit 1975. Sie war in zahlreichen Gremien der SPD vertreten, so z. B. von 1989 bis 1991 als Mitglied im SPD-Landesvorstand. Außerdem war sie Mitglied der Gewerkschaft Erziehung und Wissenschaft und der Arbeiterwohlfahrt.

## Abgeordnete
Vom 5. Dezember 1994 bis zum 31. Mai 1995 war Langenbruch Mitglied des Landtags des Landes Nordrhein-Westfalen. Sie rückte über die Reserveliste ihrer Partei in den Landtag ein.
Dem Stadtrat der Stadt Bad Oeynhausen gehörte sie ab 1994 an.